# Erebia apenninigena
Erebia apenninigena är en fjärilsart som beskrevs av Ruggero Verity 1919. Erebia apenninigena ingår i släktet Erebia och familjen praktfjärilar. Inga underarter finns listade i Catalogue of Life.